# Орден Народного хозяйства (Франция)
Орден Народного хозяйства (фр. Ordre de l'Economie nationale) — упразднённая ведомственная награда Франции, находившаяся в ведении Министерства экономики и финансов. Был учреждён декретом от 6 января 1954 года и упразднён в результате орденской реформы 3 декабря 1963 года.

## История
Орден Народного хозяйства был учреждён 6 января 1954 года и предназначался для вознаграждения лиц, отличившихся заметным вкладом во французскую экономику, в различные области хозяйства, производства, международных экономических отношений и за высокий профессионализм в экономической сфере.
Орден находился в ведении Министра экономики и финансов и управлялся Советом ордена. Число членов Совета и должности, назначаемые в Совет, несколько раз менялись. Изначально Совет состоял из 13 членов под председательством Министра финансов и экономики. Декретом от 11 июля 1955 года число членов Совета было увеличено до 17, а декретом от 22 июня 1956 года был установлен окончательный состав Совета ордена из 21 члена:
Министр экономики и финансов (председатель),
Государственный секретарь по делам экономики (сопредседатель),
Член Совета ордена Почётного легиона (вице-председатель),
Президент комиссии по делам экономики Национального собрания Франции,
Президент комиссии по делам экономики Совета Республики,
Генеральный комиссар по производительности труда,
Генеральный директор по ценам и экономическим исследованиям,
Генеральный директор Национального института статистики и экономических исследований,
Директор экономической координации и национальных предприятий,
Директор внешних экономических отношений,
Начальник службы главного управления министерства,
Начальник главной инспекционной службы министерства,
9 членов, назначаемых на 10 лет Государственным секретарём по делам экономики из заслуженных деятелей народного хозяйства.
Орден Народного хозяйства был упразднён декретом от 3 декабря 1963 года, которым был учреждён Национальный орден Заслуг, заменивший собой многочисленные ведомственные ордена заслуг.
Награждённые орденом Народного хозяйства сохранили право носить знаки ордена и после его упразднения.

## Степени ордена
Орден Народного хозяйства состоял из трёх степеней:
 Командор (фр. Commandeur) — знак на ленте, носимый на шее; высшая степень ордена;
 Офицер (фр. Officier) — знак на ленте с розеткой, носимый на левой стороне груди;
 Кавалер (фр. Chevalier) — знак на ленте, носимый на левой стороне груди.

## Условия награждения
Кандидат в кавалеры ордена должен был быть не моложе 35 лет от роду, пользоваться гражданскими правами и иметь не менее 12 лет стажа в экономической деятельности. Награждение старшей степенью ордена могло быть произведено не ранее 5 лет после получения младшей степени. В случае особенных заслуг условия к кандидату могли быть смягчены по особому рассмотрению в Совете ордена.
Члены Совета ордена становились командорами ордена ex officio.
Офицеры и командоры ордена Почётного легиона могли быть представлены сразу к аналогичным степеням ордена Народного хозяйства, минуя младшие степени.
Было установлено ограничение на количество ежегодных награждений: не более 16 в степень командора, не более 30 в степень офицера и не более 150 в степень кавалера. Также были предусмотрены внеплановые награждения, не более 2 в семестр и не более 1 командора, 2 офицеров и 7 кавалеров за раз.
По случаю учреждения ордена было произведено экстраординарное награждение орденом: 50 командоров, 125 офицеров и 175 кавалеров.
Иностранцы могли быть награждены орденом Народного хозяйства на тех же условиях, что и граждане Франции, при этом они не учитывались в общем числе ежегодных награждений.
Награждения орденом производились два раза в год — 1 января и 14 июля, при этом каждое получало имя в честь какого-либо знаменитого деятеля французской экономики. Так, самое первое награждение было названо именем Сюлли.

## Знаки ордена
Знак ордена представляет собой пятиконечный, с раздвоенными концами, крест (аналогичный знаку ордена Почётного легиона). С лицевой стороны крест покрыт белой эмалью, оборотная сторона — без эмали. Каждый луч креста разделён пополам узкой прорезью. Между плечами креста расположены остроконечные короткие лучи жёлтой эмали, образующие собой перевёрнутую пятиконечную звезду.
В центре креста расположен круглый медальон без эмали. На лицевой стороне медальона аллегорическое изображение Народного хозяйства: рельефное профильное изображение вправо головы девушки в венке из колосьев и 10 точек по краю медальона. Оборотная сторона медальона имеет широкий ободок с надписью «ORDRE DE L’ECONOMIE NATIONALE»; в центральной, вдавленной части, рельефное изображение розы ветров, на которую наложено изображение Земного шара с континентами и линиями меридианов и параллелей.
Размеры знаков кавалеров и офицеров — 40 мм, командоров — 55 мм.
Знаки кавалеров — серебряные, офицеров и командоров — позолоченные.
Знак через скобу на верхнем луче креста крепится к подвесу в форме шестерни, которая через кольцо крепится к орденской ленте.
Лента ордена жёлто-оранжевая («шафран»), шириной 32 мм. К ленте офицера крепится розетка из этой же ленты.
Для повседневного ношения на гражданской одежде предусмотрены розетки из ленты ордена, а для ношения на мундирах — орденские планки.